# 阪神教育事件
阪神教育事件（日语：／、：／ ），發生在1948年4月14日至26日，當時駐日盟軍總司令部和日本政府由於擔心共產黨人滲透到學校並試圖破壞美國對日本的佔領，指示文部省關閉了在日本办学的朝鮮语學校，這導致了波及整個日本的在日朝鮮人抗議活動，朝鲜人认为只有坚持母语教育才能維持其朝鮮民族傳統。促使日本關閉這些學校的原因还有當時朝鮮人都被美日視為左倾分子。

## 过程
1948年，朝鲜示威者衝進兵库政府，將兵庫縣知事、兵庫縣警察局局長和駐日美軍憲兵官員扣為人質，以試圖迫使他們撤消關閉朝鮮民族學校的決定。在達成短暫協議的同時，日本和美國政府取消了承諾，宣布兵庫縣為緊急狀態，並逮捕了居住在神戶市的數千名朝鮮人。
在兵庫縣，政府關閉了朝鮮学校后強迫學生轉學到當地的日本學校。朝鮮戰爭結束後，朝鮮人通過在日本法律體系內開展工作來解決民族學校的問題。這種方法很成功，因為居住在日本的朝鮮人從日本共產黨離開，轉而開始私下為朝鮮學校提供資金。
在1980年代，在日朝鮮族人的情況開始有所改善。日本進行了教育改革，使朝鮮學校得以保持其私立教育機構的地位，其中一些至今仍在運作。